# Jung Woo-young
Jung Woo-young (kor.  정우영, ur. 14 grudnia 1989 w Ulsan) – południowokoreański piłkarz grający na pozycji pomocnika w katarskim Al-Sadd.
Jako junior grał w barwach Kyunghee University. W 2011 roku wyjechał do Japonii, by grać w drugoligowym Kyoto Sanga. W dwa lata wystąpił tam w 64 spotkaniach, w których strzelił 2 bramki. W sezonie 2013 został wypożyczony przez Jubilo Iwatę, klub wówczas występujący w najwyższej klasie rozgrywkowej w Japonii. Wystąpił w 13 meczach. Po zakończeniu wypożyczenia minęło kilka dni, po których został nowym zawodnikiem Vissel Kobe. Był tam podstawowym zawodnikiem: w dwa sezony zaliczył 65 występów ligowych, w których zdobył 3 bramki. Dwukrotnie uplasował się z kolegami w środku tabeli: na 12. i 11. pozycji. 13 stycznia 2016 roku poinformowano, że Jung został nowym zawodnikiem chińskiego Chongqing Lifan, występującego w Chinese Super League (najwyższy poziom rozgrywkowy w Chinach). Kwota transferu wyniosła 1,15 mln €. Grał w tym klubie przez dwa lata, po czym powrócił do Vissel Kobe. W lipcu 2018 roku został nowym zawodnikiem Al-Sadd.
W reprezentacji Korei Południowej zadebiutował 11 czerwca 2015 roku w wygranym 3:0 meczu z reprezentacją Zjednoczonych Emiratów Arabskich. Jung rozegrał cały mecz. Pierwszego gola w narodowych barwach zdobył 16 grudnia 2017 roku przeciwko reprezentacji Japonii. Został powołany na Mistrzostwa Świata 2018 oraz Puchar Azji 2019.
Z kolegami zdobył brązowy medal na Letnich Igrzyskach Olimpijskich 2012 w Londynie.